# Архалук

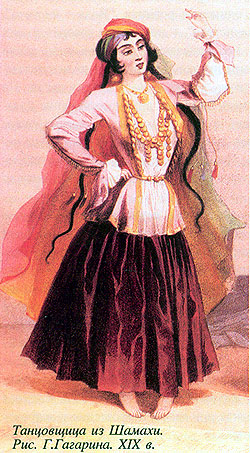
Азербайджанка в архалуку, XIX ст.

Архалу́к, архали́г (тюркське, азерб. arxalıq, груз. ახალუხი, вірм. արխալուղ; фарсі: ارخالق) — жіночий (переважно) і чоловічий одяг нарозпашку у тюрків Ірану, народів Закавказзя і частково Північного Кавказу.
Архалук являє собою халат з довгими полами і глибоким вирізом на грудях, зазвичай під талію. Архалук шився з сукна, сатину або шовку, в залежності від статусу і достатку володаря, часто щедро оздоблювався вишивкою.
Архалук був поширений, як у тюркських народів (в Ірані — шахсевени, азербайджанці, кашкайці тощо), так і на Закавказзі в азербайджанців, вірмен, талишів тощо, у Дагестані, напр. частково в даргінців. Іноді має локальні назви — архали́г у талишів.
Популярнішим архалук є в жіночому костюмі.